# Weberstraße 13 (Quedlinburg)

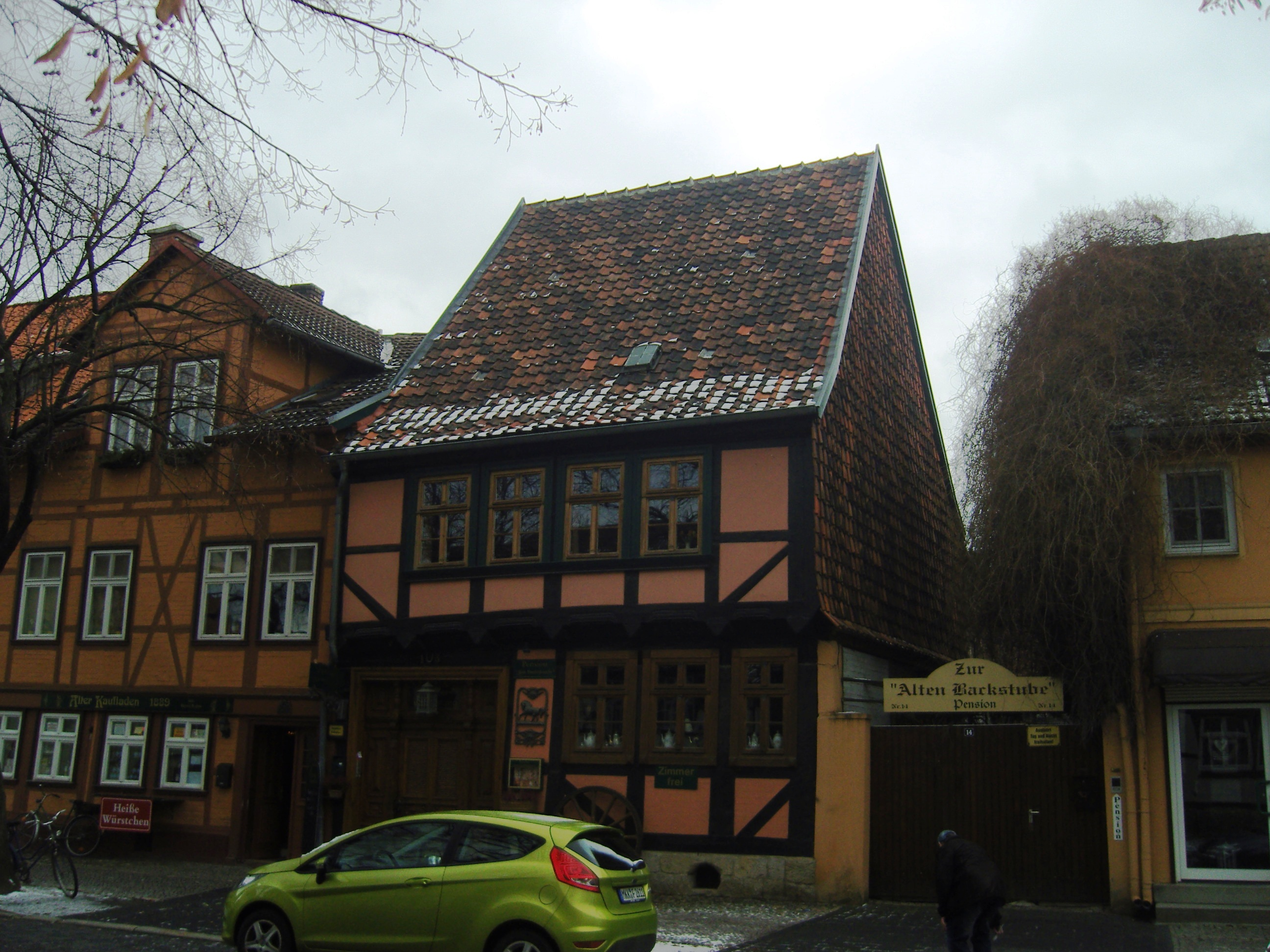
Haus Weberstraße 13

Das Haus Weberstraße 13 ist ein denkmalgeschütztes Gebäude in der Stadt Quedlinburg in Sachsen-Anhalt.

## Lage
Es befindet sich im nördlichen Teil der historischen Quedlinburger Neustadt und gehört zum UNESCO-Weltkulturerbe. Im Quedlinburger Denkmalverzeichnis ist es als Wohnhaus eingetragen.

## Architektur und Geschichte
Das zweigeschossige Fachwerkhaus wurde nach einer am Gebäude befindlichen Inschrift im Jahr 1666 durch den Zimmermeister Andreas Schröder gebaut. Auf Schröder weisen die Baumeisterinitialen AS sowie die Darstellung eines Beils hin. Die Stockschwelle des Hauses ist mit Schiffskehlen und Pyramidenbalkenköpfen verziert. In der Südhälfte des Gebäudes befindet sich eine Tordurchfahrt. Das reich verzierte Tor stammt vom Ende des 19. Jahrhunderts.